# Зорька Грюнера
Зорька Грюнера (лат. Anthocharis gruneri) — дневная бабочка из семейства белянок (Pieridae). Один из самых редких видов белянок на территории бывшего СССР.

## Этимология названия
Видовой эпитет дан в честь О. Грюнера (1799—1860) — немецкого энтомолога, коллекционера насекомых.

## Описание
Длина переднего крыла 10—18 мм. Размах крыльев 30—35 мм. Основной фон крыльев самца кремовато-белый с жёлтым оттенком некоторых участков. Вершины передних крыльев у самца — оранжевые, у самок — тёмно-серые. Нижняя сторона задних крыльев серо-зелёная с белыми пятнами.

## Ареал
Албания, Македония, Болгария, Греция, Турция, Израиль, Сирия, Иордания, Северный Ирак, Иран, Закавказье, Главный хребет на западе и в восточной части Большого Кавказа.

## Биология
Бабочки встречаются на участках с ксерофитной растительностью, по каменистым, закустаренным склонам, часто с известняковыми выходами. В горах поднимается на высоты до 2000 метров над уровнем моря. Развивается в одном поколении за год. Время лёта бабочек с апреля по июль (в зависимости от высоты над уровнем моря. Гусеница питается на листьях и развивающихся семенах. Кормовые растения гусениц: гулявник, Sisymbrium bilobum, Microthlaspi umbellatum. Окукливается на сухих стеблях кормовых растений. Зимует куколка.

## Подвиды
- Anthocharis gruneri gruneri
- Anthocharis gruneri armeniaca Christoph, 1893. Эндемик Южного Закавказья
- Anthocharis gruneri macedonica (Buresch, 1921)
- Anthocharis gruneri parnassi (Bernardi, 1970)
- Anthocharis gruneri fereiduni (Carbonell et Back, 2009)
- Anthocharis gruneri eros (Röber, 1907) Сирия

## Замечания по охране
Была занесена в Красную книгу СССР (1984) как редкий вид.